# Golden Globe Awards 1965
Die 22. Verleihung der Golden Globe Awards fand am 8. Februar 1965 statt.

## Nominierungen und Gewinner im Bereich Film

### Bester Film – Drama
Becket – Regie: Peter Glenville
- Alexis Sorbas (Zorba the Greek) – Regie: Michael Cacoyannis
- Das Haus im Kreidegarten (The Chalk Garden) – Regie: Ronald Neame
- Die Frau seines Herzens (Dear Heart) – Regie: Delbert Mann
- Die Nacht des Leguan (The Night of the Iguana) – Regie: John Huston

### Bester Film – Musical/Komödie
My Fair Lady – Regie: George Cukor
- Der große Wolf ruft (Father Goose) – Regie: Ralph Nelson
- Goldgräber-Molly (The Unsinkable Molly Brown) – Regie: Charles Walters
- Henrys Liebesleben (The World of Henry Orient) – Regie: George Roy Hill
- Mary Poppins – Regie: Robert Stevenson

### Beste Regie
George Cukor – My Fair Lady
- Michael Cacoyannis – Alexis Sorbas (Zorba the Greek)
- John Frankenheimer – Sieben Tage im Mai (Seven Days in May)
- Peter Glenville – Becket
- John Huston – Die Nacht des Leguan (The Night of the Iguana)

### Bester Hauptdarsteller – Drama
Peter O’Toole – Becket
- Richard Burton – Becket
- Anthony Franciosa – Rio Conchos
- Anthony Quinn – Alexis Sorbas (Zorba the Greek)
- Fredric March – Sieben Tage im Mai (Seven Days in May)

### Beste Hauptdarstellerin – Drama
Anne Bancroft – Schlafzimmerstreit (The Pumpkin Eater)
- Ava Gardner – Die Nacht des Leguan (The Night of the Iguana)
- Rita Hayworth – Circus-Welt (Circus World)
- Geraldine Page – Die Frau seines Herzens (Dear Heart)
- Jean Seberg – Lilith

### Bester Hauptdarsteller – Musical/Komödie
Rex Harrison – My Fair Lady
- Marcello Mastroianni – Hochzeit auf italienisch (Matrimonio all’italiana)
- Peter Sellers – Der rosarote Panther (The Pink Panther)
- Peter Ustinov – Topkapi
- Dick Van Dyke – Mary Poppins

### Beste Hauptdarstellerin – Musical/Komödie
Julie Andrews – Mary Poppins
- Audrey Hepburn – My Fair Lady
- Sophia Loren – Hochzeit auf italienisch (Matrimonio all’italiana)
- Melina Mercouri – Topkapi
- Debbie Reynolds – Goldgräber-Molly (The Unsinkable Molly Brown)

### Bester Nebendarsteller
Edmond O’Brien – Sieben Tage im Mai (Seven Days in May)
- Cyril Delevanti – Die Nacht des Leguan (The Night of the Iguana)
- Stanley Holloway – My Fair Lady
- Gilbert Roland – Cheyenne (Cheyenne Autumn)
- Lee Tracy – Der Kandidat (The Best Man)

### Beste Nebendarstellerin
Agnes Moorehead – Wiegenlied für eine Leiche (Hush… Hush, Sweet Charlotte)
- Elizabeth Ashley – Die Unersättlichen (The Carpetbaggers)
- Grayson Hall – Die Nacht des Leguan (The Night of the Iguana)
- Lilja Kedrowa – Alexis Sorbas (Zorba the Greek)
- Ann Sothern – Der Kandidat (The Best Man)

### Bester Nachwuchsdarsteller
Harve Presnell – Goldgräber-Molly (The Unsinkable Molly Brown)

George Segal – Assistenzärzte (The New Interns)

Chaim Topol – Sallah – oder: Tausche Tochter gegen Wohnung (Sallach Shabati)

### Beste Nachwuchsdarstellerin
Mia Farrow – Schüsse in Batasi (Guns at Batasi)

Celia Kaye – Die Insel der blauen Delphine (Island of the Blue Dolphins)

Mary Ann Mobley – Get Yourself a College Girl

### Beste Filmmusik
Dimitri Tiomkin – Der Untergang des Römischen Reiches (The Fall of the Roman Empire)
- Jerry Goldsmith – Sieben Tage im Mai (Seven Days in May)
- Laurence Rosenthal – Becket
- Richard M. Sherman, Robert B. Sherman – Mary Poppins
- Mikis Theodorakis – Alexis Sorbas (Zorba the Greek)

### Bester Filmsong
„Circus World“ aus Circus-Welt (Circus World) – Dimitri Tiomkin, Ned Washington
- „Dear Heart“ aus Die Frau seines Herzens (Dear Heart) – Ray Evans, Jay Livingston, Henry Mancini
- „From Russia with Love“ aus James Bond 007 – Liebesgrüße aus Moskau (From Russia with Love) – John Barry, Lionel Bart, Monty Norman
- „Sunday in New York“ aus Sonntag in New York (Sunday in New York) – Carroll Coates, Roland Everett, Peter Nero
- „Where Love Has Gone“ aus Wohin die Liebe führt (Where Love Has Gone) – Sammy Cahn, Jimmy Van Heusen

### Bester fremdsprachige Film
Hochzeit auf italienisch (Matrimonio all’italiana), Italien – Regie: Vittorio De Sica

Sallah – oder: Tausche Tochter gegen Wohnung (Sallach Shabati), Israel – Regie: Ephraim Kishon

### Bester ausländischer Film in englischer Sprache
Die erste Nacht (Girl with Green Eyes), Vereinigtes Königreich – Regie: Desmond Davis

## Gewinner und Nominierte im Bereich Fernsehen

### Beste TV-Serie
Gauner gegen Gauner (The Rogues)
- The Munsters
- The Red Skelton Show
- 12 O’Clock High
- Wendy and Me

### Bester Darsteller in einer Fernsehserie
Gene Barry – Amos Burke (Burke’s Law)
- Richard Crenna – Slattery’s People
- James Franciscus – Mr. Novak
- David Janssen – Auf der Flucht (The Fugitive)
- Robert Vaughn – Solo für O.N.C.E.L. (The Man from O.N.C.E.L.)

### Beste Darstellerin in einer Fernsehserie
Mary Tyler Moore – The Dick Van Dyke Show
- Dorothy Malone – Peyton Place
- Yvette Mimieux – Dr. Kildare
- Elizabeth Montgomery – Verliebt in eine Hexe (Bewitched)
- Julie Newmar – My Living Doll

## Cecil B. DeMille Award
James Stewart